# Rio Hondo (film)
Pour plus de détails, voir Fiche technique et Distribution.
Rio Hondo (Comanche blanco) est un western spaghetti espagnol sorti en 1968, réalisé par José Briz Méndez.

## Synopsis
La nation Comanche a été vaincue et confinée dans une réserve. Cependant, Notah, un métis de père blanc atteint de folie des grandeurs, a su rallier un groupe de Comanches désespérés pour résister dans les montagnes. Il sème la terreur dans les camps miniers et dans les wagons de voyageurs. Son frère jumeau Johnny Moon, conscient de la fin de la nation Comanche, vit parmi les Blancs et est déterminé à vivre une vie paisible parmi eux. Il est souvent confondu avec Notah en raison de son apparence et devient donc victime de plusieurs tentatives d'assassinat perpétrées par des Blancs.
Conscient de la folie de son frère et, déterminé à y mettre un terme, il le rencontre ainsi que son peuple, le défie dans un combat à mort dans la ville de Río Hondo quatre jours plus tard et Notah accepte. Moon s'y rend alors et aide le shérif à calmer deux riches propriétaires terriens, qui s'entretuaient pour le territoire et qui ont transformé l'endroit en abattoir, tandis que Notah envisage de détruire la ville et de tuer son frère et ses habitants avec l'aide de son groupe. Mais son peuple, conscient de sa folie et de sa cruauté, refuse de le suivre dans son plan et l'oblige à affronter son frère, comme convenu avec lui, à Río Hondo.
Finalement, tous deux s'affrontent à mort dans la ville. Elle est déserte en raison de l'affrontement qui s'est produit et enterre ses morts en raison de ce qui est arrivé entre les propriétaires fonciers. Le duel se déroule à cheval et dans cet affrontement Johnny Moon parvient péniblement à tuer son frère. Ensuite, en remerciement de l'avoir aidé à l'arrêter, il emmène le peuple dans la réserve afin qu'ils puissent y vivre sans crainte de représailles pour ce qui s'est passé.

## Fiche technique
- Titre français : Rio Hondo[1]
- Titre original espagnol : Comanche blanco[2]
- Réalisation : José Briz Méndez
- Scénario : Robert I. Holt, Frank Gruber
- Genre : western spaghetti
- Musique : Jean Ledrut
- Production : Sam White pour Producciones Cinematográficas A.B.
- Maquillage : Dolores Merlo
- Photographie : Francisco Fraile
- Montage : Nicholas Wentworth
- Durée : 93 min
- Pays de production :  Espagne
- Langue originale : espagnol
- Dates de sortie : 
  - Espagne : 1968
  - France : 8 octobre 1969[1]

## Distribution
- Joseph Cotten : shérif Logan
- William Shatner : Johnny Moon/ Notah
- Rosanna Yanni : Kelly
- Perla Cristal : Faon Blanc
- Mariano Vidal Molina : général Garcia
- Luis Prendes : Grimes
- Bernabe Barta Barri : major Bolker
- Vicente Roca : Ellis
- Luis Rivera : Kah To
- Soledad Miranda : une indienne